# Drosophila neolacteicornis
Drosophila neolacteicornis är en tvåvingeart som beskrevs 1999 av Sridhar Narayan Hegde och Mysore Siddaiah Krishna från individer insamlade vid Nīlgiri Hills i Indien. Drosophila neolacteicornis ingår i släktet Drosophila och familjen daggflugor.
Artens utbredningsområde är Indien.

## Utseende
Både hannar och honor är ljusgråa. Honorna är större än hannarna.